# Intentos de reconquista española en México
Los intentos de reconquista española en México son los enfrentamientos bélicos ocurridos desde 1821 hasta 1829 entre el recién nacido estado mexicano y España, que pretende restaurar la autoridad de la monarquía de Fernando VII en Nueva España.
A pesar de que México alcanzó su independencia en 1821, de la firma de los Tratados de Córdoba y el repliegue del ejército español del territorio continental mexicano, existía un estado de conflicto permanente. España no reconoció la independencia de México hasta el 28 de diciembre de 1836, cuando se firmó un tratado de paz y amistad  entre ambas naciones, y conservaba el bastión de San Juan de Ulúa —a unos cuantos kilómetros de la costa de Veracruz— y Cuba, por lo que México consideraba amenazada su independencia. Este país intentó apoderarse de dichas posiciones, ganando San Juan de Ulúa en 1825 a pesar de los refuerzos enviados por los españoles, pero perdiendo su flota naval en Mariel (1828) cerca de la isla de Cuba, que se mantiene como base de la reconquista tras los frustrados planes colombo-mexicanos de expedición conjunta para la liberación de Cuba (1820-1827). Finalmente, España envió la expedición hacia el territorio mexicano encabezada en 1829 por Isidro Barradas que, procedente de Cuba, llegó a Tampico. El plan de los españoles era recuperar lo que fue Nueva España y a partir de ahí, lanzarse a la reconquista de sus antiguos dominios. Sin embargo, fueron derrotados por las fuerzas de Antonio López de Santa Anna el 11 de septiembre de 1829. Por último, ante la nueva coyuntura internacional de 1830, México termina por abandonar sus planes de independizar Cuba. 
Aunque la mayor parte de los sucesos de las guerras de independencia hispanoamericana ocurrieron durante el período que va desde el establecimiento de las juntas soberanas en 1808 hasta la derrota de los españoles en Callao, Perú ocurrida en 1826, José Semprún dice que el período de lucha con fuerzas militares regulares concluye en 1829 con la expedición española a Tampico e incluye este conflicto dentro de las revoluciones hispanoamericanas.

## Disputa por San Juan de Ulúa
Los días como país independiente de México comenzaron el 27 de septiembre de 1821, día en que se consuma la Independencia de México. Sin embargo, esto no eximía de los peligros recién adquiridos con ello y las amenazas de reconquista que seguían latentes. A lo largo del siglo XIX, existieron diversos amagos extranjeros que pusieron en peligro la seguridad nacional y expusieron las debilidades de poder naval con las que México contaba. Es entonces, que el primer ministro del despacho de guerra y marina, Antonio de Medina Miranda, temiendo algún acto de reconquista preparaba las primeras indicaciones y planes para tomar el castillo de San Juan de Ulúa, que después de la entrada del Ejército Trigarante era el último bastión en poder del gobierno español. El general José García Davila, gobernador español de Veracruz, se había comprometido con Antonio López de Santa Anna a entregar el 26 de octubre la ciudad, pero la noche anterior se atrinchera en la fortaleza de San Juan de Ulúa con 200 soldados de infantería, artillería y municiones del puerto, así como más de 90 000 pesos del gobierno español. Hecho que al parecer no causó mucho eco al principio en la política mexicana. No obstante, al poco tiempo la escasa fuerza con la que se había atrincherado Dávila se incrementó a 2000 soldados que España envió de Cuba para desde ahí buscar la reconquista de México. El gobierno mexicano optó por designar a Manuel Rincón como gobernador. Este hecho causó mucha preocupación al emperador Agustín de Iturbide, pues no se contaba con navíos para atacar la fortaleza ni con artillería pesada para atacar por tierra, por lo que optó por las negociaciones con los españoles, que aunque no llevaron a ningún acuerdo, sí se vivieron tiempos de paz entre las dos facciones. 

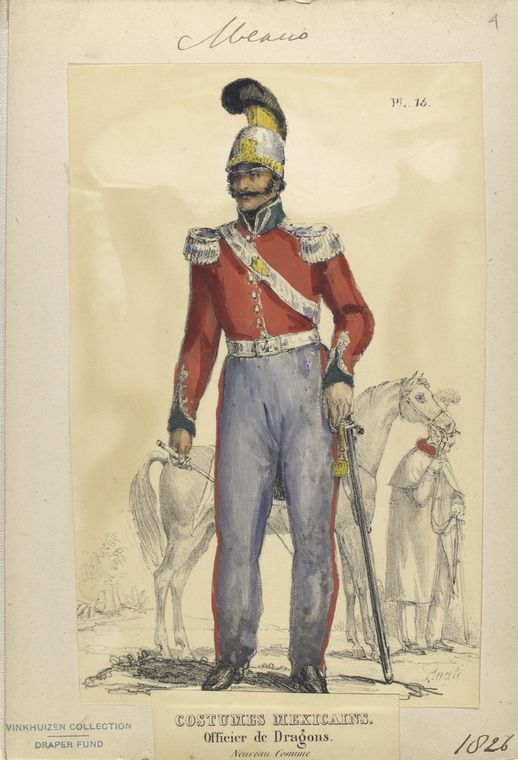
Oficial dragón mexicano de 1826.

La llegada de Santa Anna al gobierno de la ciudad el 10 de septiembre de 1822 marca otro episodio de las negociaciones entre las autoridades mexicanas de Veracruz y las españolas de San Juan de Ulúa, en las que éstas se vuelven críticas, y más aún cuando el gobierno español releva de su cargo a Dávila para colocar en su lugar a Francisco Lemaur. Lemaur comenzó a dictar leyes en la fortaleza, lo que iba en contra de la soberanía mexicana, y lo convirtió en un lugar seguro para la vendimia de comerciantes extranjeros. Además, Lemaur consideraba que todos los puntos que estuviesen anexos a la fortaleza deberían considerarse en poder español, como lo eran Sacrificios y el fondeadero. Las conversaciones se agravaron tanto que el 25 de septiembre de 1823, los españoles bombardearon el puerto de Veracruz, originando el desplazo de más de 6.000 civiles que abandonaron el puerto.
Después del bombardeo del puerto por los españoles, el gobierno mexicano decidió poner fin a los intentos de reconquista española, a pesar de no contar con una marina de guerra adecuada para cumplir el objetivo, expidiendo el 8 de octubre de 1823 el decreto del bloqueo de San Juan de Ulúa. Para cumplir el objetivo, José Joaquín de Herrera —secretario de Marina y Guerra del gobierno mexicano— se presentó ante el Congreso expresando la urgencia gubernamental de adquirir todo tipo de embarcaciones de guerra para bloquear y atacar a los españoles que se encontraban en la fortaleza y que recibían refuerzos y víveres desde Cuba. Con ello se compró una escuadra que se puso al mando de Pedro Sainz de Baranda y Borreiro, que rindió a San Juan de Ulúa el 23 de noviembre de 1825.

## Expedición mexicana a Cuba
Con la victoria sobre el último bastión español en México, el gobierno mexicano llegó a la conclusión de que España, al no reconocer los Tratados de Córdoba, buscaría de alguna forma recuperar México utilizando a Cuba como su plataforma. Lucas Alamán, quien era entonces Ministro de Relaciones Exteriores en México, evaluó la amenaza que representaba Cuba para México, por lo que escribía: Cuba sin México está destinada al yugo imperialista, México sin Cuba es un prisionero del Golfo de México. Desde 1824, Lucas Alamán se hacía a la idea de que México debía apoderarse de Cuba, creyendo que con las fuerzas mexicanas y el apoyo ofrecido por algunas potencias, como Francia e Inglaterra, se lograría aquel plan. Sin embargo, Estados Unidos quería apoderarse de la misma, y sabedor de las ambiciones europeas se empeñaba en la retención del gobierno español. A raíz de estas ambiciones de poseer la isla de Cuba y evitar la reconquista española, se dio la contratación del comodoro David Porter. Porter se puso al mando de las tropas mexicanas para atacar las líneas de comunicación marítima de España en la isla de Cuba, tratando de proteger los mares mexicanos, así como apoderarse de la isla o promover un movimiento de independencia que hostigara a España. Con ello empiezan las patrullas de la escuadra mexicana en aguas españolas y es así como el 10 de febrero de 1828 se libra la batalla de Mariel, en que son derrotados los mexicanos y muere el capitán de fragata David Henry Porter, sobrino del comodoro, que después -argumentando atentados en su contra- regresaría a Estados Unidos.

## Expedición de reconquista de 1829
.  La Victoria de Tampico de 1829.
Un año después de la batalla de Mariel, se dio un nuevo intento de reconquista a México por parte de España, desde el Viejo Continente y Cuba, como lo habían pensado antes las autoridades mexicanas. Se designó al general Isidro Barradas, quien salió de puerto con 3,600 soldados con el nombre de "División de Vanguardia" y el 5 de julio se dirigió a México. La flota con la que viajaba estaba conformada por un buque insignia, llamado El Soberano, 2 fragatas, 2 cañoneros así como 15 buques de transporte, todas ellas comandadas por el almirante Ángel Laborde.  Los exiliados españoles que querían regresar al país a raíz de la Ley General de Expulsión, habían convencido al general Isidro Barradas de que los mexicanos querían volver al dominio de la Corona española. Desde la Isla de Lobos, Veracruz, prepararon el mejor lugar para su desembarco. El 26 de julio de 1829 la flota arribó a Cabo Rojo, cerca del sur de Tampico y desde ahí comenzaron sus operaciones el día 27 intentando desembarcar 750 soldados y 25 botes, sin embargo la marea no les permitió desembarcar a tierra. El desembarco comenzó a las 2 de esa tarde, en el lugar que les habían dicho unos huastecos. Los expedicionarios comenzaron su avance hacia el Puerto de Tampico mientras los barcos eran anclados en el Río Pánuco. Se dieron varias batallas en los alrededores del Puerto de Tampico.  El 21 de agosto en lo que ahora se conoce como Centro Histórico de Tampico se dio una importante batalla entre mexicanos y españoles. Finalmente, tras la toma del Fortín de la Barra, en Tampico de Tamaulipas, que se desarrolló en la madrugada del 11 de septiembre de 1829, se puso fin al combate entre españoles y mexicanos. El general Barradas acordó la capitulación española en el Pueblo Viejo de Tampico, y ratificó la capitulación en Santa Anna de Tampico donde se encontraba su cuartel general. Con esta importante victoria el Ejército Mexicano consolidó la Independencia de México mostrando al mundo que podía sostener su Independencia. Santa Anna y Manuel Miery Terán obtienen el grado de Generales de División y Beneméritos de la Patria en Grado Heroico por este importante triunfo de las armas mexicanas sobre la última expedición de reconquista española en las guerras de independencia hispanoamericanas.
En el año de 1854 Santa Anna, para los festejos del 25 Aniversario de su Victoria en Tampico de 1829, propone la creación del Himno Nacional que en sus estrofas recoge memorias de una gran victoria de las armas mexicanas frente al invasor. En 2005 se otorga el rango de Heroico al Puerto de Tampico.  En 2011, la fecha 11 de septiembre, se eleva a rango de efeméride nacional.

## Últimos planes mexicanos para independizar Cuba
México tras derrotar la expedición de reconquista española comandada por Barradas, todavía haría un último intento por conseguir la independencia de Cuba para eliminar la amenaza que significaba la dominación española en la isla de Cuba. En 1829, el nuevo presidente mexicano Vicente Guerrero instruyó de manera secreta a sus agentes para que buscaran la colaboración de Haití para la independencia de Cuba. El presidente Jean-Pierre Boyer, ordenó movilizar a su ejército para ayudar en la empresa mexicana. Sin embargo los cambios en el escenario internacional en 1830, a partir de la revolución ocurrida en Francia con la caída del gobierno borbónico local, y la oposición de Inglaterra y los Estados Unidos, terminaron por abandonar las gestiones haitianas, que fueron la última tentativa por conseguir la independencia de Cuba asociada al resto del movimiento de Hispanoamérica.
El hecho histórico irreversible de la independencia del resto de los países de Hispanoamérica y la desarticulación del Partido del Águila Negra en México, terminaron por desalentar los esfuerzos mexicanos por independizar a Cuba.